# Lilah Sturges
Lilah Sturges , née en octobre 1970, est une auteure américaine transgenre de bandes dessinées et de romans fantastiques. Elle est surtout connue pour avoir co-écrit avec Bill Willingham Jack of Fables, nommé pour le prix Eisner, et d'autres bandes dessinées publiées par Vertigo Comics / DC Comics.

## Carrière
Lilah Sturges naît en octobre 1970  dans le Rhode Island, elle est alors assignée homme. Dans les années 1990, elle est membre du collectif d'écrivains Clockwork Storybook, qui comprend également Bill Willingham, Chris Roberson et Mark Finn.
À partir de 2006, elle et Willingham co-écrivent Jack of Fables en 50 numéros (un spin-off de la populaire série Fables de Willingham). En 2008, elle commence aussi à écrire les 42 numéros de House of Mystery ,.  Après avoir signé un accord exclusif avec DC Comics plus tard cette année-là, Lilah Sturges écrit Blue Beetle du numéro 9, à sa fin avec le numéro 36, et Final Crisis Aftermath: Run! avec le personnage de Human Flame. En 2009, elle s'associe de nouveau à Willingham pour écrire Justice Society of America à partir du numéro 29,.
Elle est l'auteure de deux romans : Midwinter, parut en 2009 et la suite The Office of Shadow, parut en 2010. Elle écrit aussi un livre de courtes fictions d'horreur, Beneath the Skin and Other Stories, qui sort en 2000.
En décembre 2016, elle annonce via ses comptes Twitter et Facebook qu'elle est une femme transgenre et qu'elle s'appelait désormais Lilah. Elle a deux filles, Emerson et Camille.
En septembre 2020, elle annonce son premier roman graphique aux éditions Oni/Lion Forge, Girl Haven, avec Meaghan Carter et Joamette Gil. Elle dit que « le livre est pour tous ceux qui aiment les aventures fantastiques, mais il a un message spécial pour les jeunes enfants trans : qu'ils vont bien, qu'ils ont le droit d'être qui ils sont et aussi d'être parfois perdus, et qu'ils sont dignes d'amour et d'amitié. »
En 2022, elle reçoit le prix Inkpot pour l'ensemble de son œuvre.

### Romans graphiques
- Lumberjanes (dessiné par Polterink, Boom! Studio )
  - The infernal Compass (23 octobre 2018)
  - The Shape of Friendship (26 novembre 2019)
  - True Colors (20 octobre 2020)
- Girl Haven (cocréé avec Meaghan Carter et Joamette Gil, Oni-Lion Forge, 9 février 2021)

### Des bandes dessinées
- Jack of Fables # 1–50 (coécrit avec Bill Willingham, Vertigo, septembre 2006 – mars 2011)
- Shadowpact # 17–25 (DC Comics, septembre 2007 – juillet 2008)
- Countdown to Mystery : " A Syzygy in Plastic " #1–8 (DC Comics, novembre 2007 – juin 2008)
- Salvation Run # 3–7 (DC Comics, mars-juillet 2008)
- House of Mystery # 1–42 (Vertigo, juillet 2008 – 2011) 
  - Room and Boredom ( janvier 2009)[7]
  - Love Stories for Dead People (juin 2009)[8]
- Blue Beetle # 29–36 (avec les artistes Rafael Albuquerque, André Coelho et Carlo Barberi; DC Comics, septembre 2008 – avril 2009)
- Final Crisis Aftermath : Run ! (avec Freddie Williams, DC Comics, 2009)
- Thor : Season One (avec Pepe Larraz, Marvel Universe, Marvel, septembre 2013 ) [9]
- Vertigo Double Shot # 1 (2008)
- Société de justice d'Amérique Vol. 3 # 24, 29–33, Annuel # 2
- Les Literals # 1–3
- Fables # 83–85, 143, 148
- Booster Or Vol. 2 # 21–25, 28-29 (histoire de sauvegarde de Blue Beetle, 2009)
- JSA 80 pages Giant 2010 #1
- JSA All-Stars # 1–18 (2010–2011)
- The Web  # 6–10 (2009)
- DC Universe #57
- The Mighty Crusaders special # 1
- G.I. Combat Vol. 2 # 1 (2010)
- Doctor Who: A Fairytale Life # 1–4 ( IDW Publishing, 2011)
- Zatanna Vol. 2 #12 (DC Comics, 2010-2011)
- Le Spirit #14
- Power Girl Vol. 2 #26
- Fairest #7 (2012)
- Damsels: Mermaids # 0–5
- The Witching Hour Vol. 2 #1
- Fables: The Wolf Among Us # 1–16 (chapitre numérique 1–48)
- Muirwood: The Lost Abbey # 2–5
- Public relations # 1–13 (coécrit avec Dave Justus)
- The Four Norsemen of the Apocalypse (2016) OGN SC
- Mixtape 2016 nn

### Travaux écrits

#### Romans
- Midwinter (2009)
- The Office of Shadow (2010)

#### Recueils de nouvelles
- Beneath the Skin and Other Stories (2000)

#### Jeux
- Lifeline: Crisis Line (2016)